# 천커신
천커신(진가신, 중국어: 陳可辛, 병음: Chén Kěxīn, 영어: Peter Chan, 1962년 11월 28일 ~ )은 홍콩의 영화감독이다. 여명과 장만옥이 주연을 맡은 멜로물 《첨밀밀》과 이연걸과 유덕화가 출연한 사극 《명장》을 만든 감독이다. 《명장》으로 금마장과 금상장 감독상을 수상했다.

## 라이프 스토리
홍콩에서 출생하여 지난날 한때 태국 방콕을 거쳐 중화인민공화국 광둥 성 광저우에서 잠시 유아기를 보낸 적이 있는데 천커신의 부모는 태국 화교 출신이다. 첫 영화작업은 오우삼 감독을 태국어로 번역하는 일이었다. 이후 골든 하베스트 영화사에서 스태프를 했다. 1990년대 초에 UFO영화사에 가입했고 1991년 데뷔작 《쌍성고사》로 호평을 받았다. 할리우드에서 드림웍스 SKG의 《러브 레터》를 감독하기도 했다. 천커신은 홍콩 여배우 오군여와 잉꼬 커플로 유명하다. 아직 정식결혼은 하지 않았다.

## 작품
- 1991년 《쌍성고사》
- 1994년 《금지옥엽》
- 1996년 《금지옥엽2》
- 1997년 《첨밀밀》
- 1999년 《러브 레터》
- 2005년 《퍼햅스 러브》
- 2007년 《명장》

## 수상기록
- 《명장》으로 금상장, 금마장 감독상 수상
- 《퍼햅스 러브》로 금마장 감독상 수상
- 《첨밀밀》로 16회 금상장 감독상 수상